# Andrzej Szczytko
Andrzej Szczytko   (Grajewo, 9 d'octubre de 1955 - Poznań, 11 de juny de 2021) fou un actor i director de teatre polonès.